# Vatierville
Vatierville – miejscowość i gmina we Francji, w regionie Normandia, w departamencie Sekwana Nadmorska.
Według danych na rok 1990 gminę zamieszkiwało 95 osób, a gęstość zaludnienia wynosiła 21 osób/km² (wśród 1421 gmin Górnej Normandii Vatierville plasuje się na 800. miejscu pod względem liczby ludności, natomiast pod względem powierzchni na miejscu 724.).